# Deménfalu
Deménfalu (szlovákul: Demänová) Liptószentmiklós város része Szlovákiában, a Zsolnai kerület Liptószentmiklósi járásában.

## Fekvése
A városközponttól 3 km-re délnyugatra, a festői Deménfalvi-völgy bejáratánál fekszik.

## Története
A falu területe már a kőkorszakban is lakott volt. A korai bronzkorban a lausitzi kultúra települése állt itt.
1299-ben említik először, nevét első birtokosáról: Damjánról kapta, aki 1280 körül IV. László királytól kapta a területet. Később a Kubinyi család és mások birtoka volt. A 17. századtól határában vasércet bányásztak. Lakói állattartással, erdei munkákkal, faárukészítéssel foglalkoztak.
A 18. század végén Vályi András így ír róla: „DEMÉNFALVA. Demenditze. Tót falu Liptó Vármegyében, birtokosai külömbféle Urak, lakosai katolikusok, fekszik Bodafalvának szomszédságában, mellynek filiája, Okolitsnátol sem meszsze, lakosai nevezetes deszkákat készítenek, határjának egy harmadrésze soványas, és nehezen miveltetik; de mivel legelője mindenféle marháinak elég, fája is tűzre, és épűletre, Szent Miklóson piatzozása egy órányira, az első Osztályba tétettetett.”
Fényes Elek 1851-ben kiadott geográfiai szótárában így ír a faluról: „Deményfalva, (Demanova), Liptó m. tót falu, 43 kath., 261 evang. lak. Urasági több lakházak; nagy erdő; hires fűrész-malom, nevezetes barlang csepegő kövekkel. F. u. többen. Ut. p. Okolicsna.”
1910-ben 412 szlovák lakosa volt. A trianoni diktátumig Liptó vármegye Liptószentmiklósi járásához tartozott.
Lakói liptószentmiklósi üzemekben dolgoznak. 1970-ben 964 szlovák lakta. 1976 óta Liptószentmiklós része.

## Neves személyek
- Itt született 1751-ben Boczkó Dániel evangélikus lelkész, püspök.
- Itt született 1840-ben Kubinyi Miklós földbirtokos, táblabíró, jogász, történész, régész, gyűjtő, heraldikus. Árva vármegye történelmének első kiemelkedő kutatója.

## Nevezetességei
- Déményfalvi Szabadság-barlang.
- A határában fekvő Deménfalvi-völgy kedvelt turisztikai látványosság.

## Lásd még
- Liptószentmiklós
- Andaháza
- Andrásfalu
- Benic
- Bodafalu
- Illanó
- Kispalugya
- Okolicsnó és Sztosháza
- Plostin
- Verbic
- Vitálisfalu